# Portland Souvenir
(Katherine Dunn)
Portland Souvenir (in inglese Fugitives & Refugees) è un diario e guida turistica dello scrittore statunitense Chuck Palahniuk, pubblicato nel 2003.

## Il Libro

## Trama
Il libro è una guida alla stravagante città di Portland (Oregon). Ognuno dei dodici capitoli fa scoprire un particolare aspetto di questa città che conta poco più di mezzo milione di abitanti.
Il primo capitolo è un breve vocabolario che introduce alcuni termini tipici dello slang di Portland. Qualche esempio:
- "Enema 21" (Clistere 21): nomignolo dato dai dipendenti del Cinema 21 allo stesso edificio.
- "Piss-U" (Rottura di palle): Gioco di parole sull'acronimo della Portland State University.
- "Choirboys Peeing" (I coristi che pisciano): nomignolo di una fontana composta da cinque archi di canne zampillanti.

Nei capitoli secondo, quarto, sesto e undicesimo troviamo fantasmi che infestano locali e negozi (come la donna che appare a tarda sera nel negozio d'antichità Hoodoo Antiques); folle di babbi natale che assaltano, sotto l'effetto di sostanze non del tutto lecite, negozi, bar e strip-club; musei che raccolgono di tutto e di più (palle di pelo, aspirapolvere, giocattoli, oggetti utilizzati in alcuni famosi film di Hollywood); e gli Shanghai Tunnels: un vero e proprio labirinto di cunicoli che si diramano sotto la città di Portland.
I capitoli otto, dieci e dodici sono dedicati a chi ama la natura, gli animali e la fotografia (per chi adora la macchina fotografica, Portland è ricca di posti dove ci si deve per forza far fotografare).
I capitoli terzo, quinto, settimo e nono sono invece dedicati ai bisogni essenziali d'ogni turista: mangiare, spostarsi, copulare e shopping. Dalle frittelle del Delta Café e le focaccine al limone e lavanda di Dean Blair del Wild Abandon, si passa ai manichini del Grand & Benedict's "Used Annex", ai locali erotici come il The Ace of Hearts, Club Portland e l'Exotic Wednesday e alle varie sale da ballo sparse per tutta la città.
I capitoli sono inframmezzati da "cartoline" dove Palahniuk racconta, con lo stile pungente che lo caratterizza, situazioni e avvenimenti vissuti in prima persona in quella strana città che era (ed è) Portland.

## Edizioni
- Chuck Palahniuk, Portland Souvenir, traduzione di Matteo Colombo, collana Piccola Biblioteca Oscar Mondadori, Arnoldo Mondadori Editore, 2004,  p. 180, ISBN 88-04-52962-8.